# Nibas
Nibas (picardisch Nibo) ist eine nordfranzösische Gemeinde mit 828 Einwohnern (Stand 1. Januar 2022) im Département Somme in der Region Hauts-de-France. Die Gemeinde liegt im Arrondissement Abbeville und ist Teil der Communauté de communes du Vimeu und des Kantons Friville-Escarbotin.

## Geographie
Die Gemeinde liegt östlich an Friville-Escarbotin anschließend. Zu Nibas gehören die Ortsteile Rimbehem, Le Bout de la Ville, Le Bocquet, Saucourt und Petit Saucourt, letzteres an der Départementsstraße D925 von Abbeville nach Eu (Seine-Maritime). Wailly hat sich nur als Flurname erhalten. Im Süden der Gemeinde liegen zwei Windparks (Parc Éolien de Nibas und Parc Éolien de Saucourt). Im Norden der Gemeinde entspringt der Bach Avalasse, ein rechter Zufluss des Amboise. Das Gemeindegebiet liegt im Regionalen Naturpark Baie de Somme Picardie Maritime.

## Geschichte
Neben vorgeschichtlichen Funden wurde ein gallo-römischer Friedhof entdeckt. Auf dem Gebiet der Gemeinde (oder der benachbarten Gemeinde Ochancourt) fand im Jahr 881 die Schlacht bei Saucourt zwischen Franken unter Ludwig III. (Frankreich) und Normannen statt.
Im Deutsch-Französischen Krieg wurde Nibas 1870 von preußischen Truppen besetzt. Seit der Schaffung des Kantons Friville-Escarbotin im Jahr 1985 gehört Nibas zu diesem (zuvor zum Kanton Ault).

## Einwohner
| 1962 | 1968 | 1975 | 1982 | 1990 | 1999 | 2006 | 2011 |
| ---- | ---- | ---- | ---- | ---- | ---- | ---- | ---- |
| 728  | 712  | 652  | 719  | 809  | 749  | 812  | 837  |

## Verwaltung
Bürgermeister (maire) ist seit 2008 René Roussel.

## Sehenswürdigkeiten
- Kapelle Saint-Louis in Saucourt
- Schloss in Saucourt, 1846 teilweise durch einen Brand zerstört
- Schloss in Rimbehem
- Kriegerdenkmal